# Thiviers
Thiviers is een gemeente in het arrondissement Nontron in het Franse departement Dordogne (regio Nouvelle-Aquitaine) in Zuidwest-Frankrijk. De gemeente telde 2.889 inwoners op 1 januari 2022.

## Geografie
Thiviers ligt op de grens van Périgord Vert en Périgord Blanc op een heuvel boven de samenloop van de Côle en de Isle. De oppervlakte van Thiviers bedraagt 27,7 km², de bevolkingsdichtheid is 103 inwoners per km² (per 1 januari 2019).
De onderstaande kaart toont de ligging van Thiviers met de belangrijkste infrastructuur en aangrenzende gemeenten.

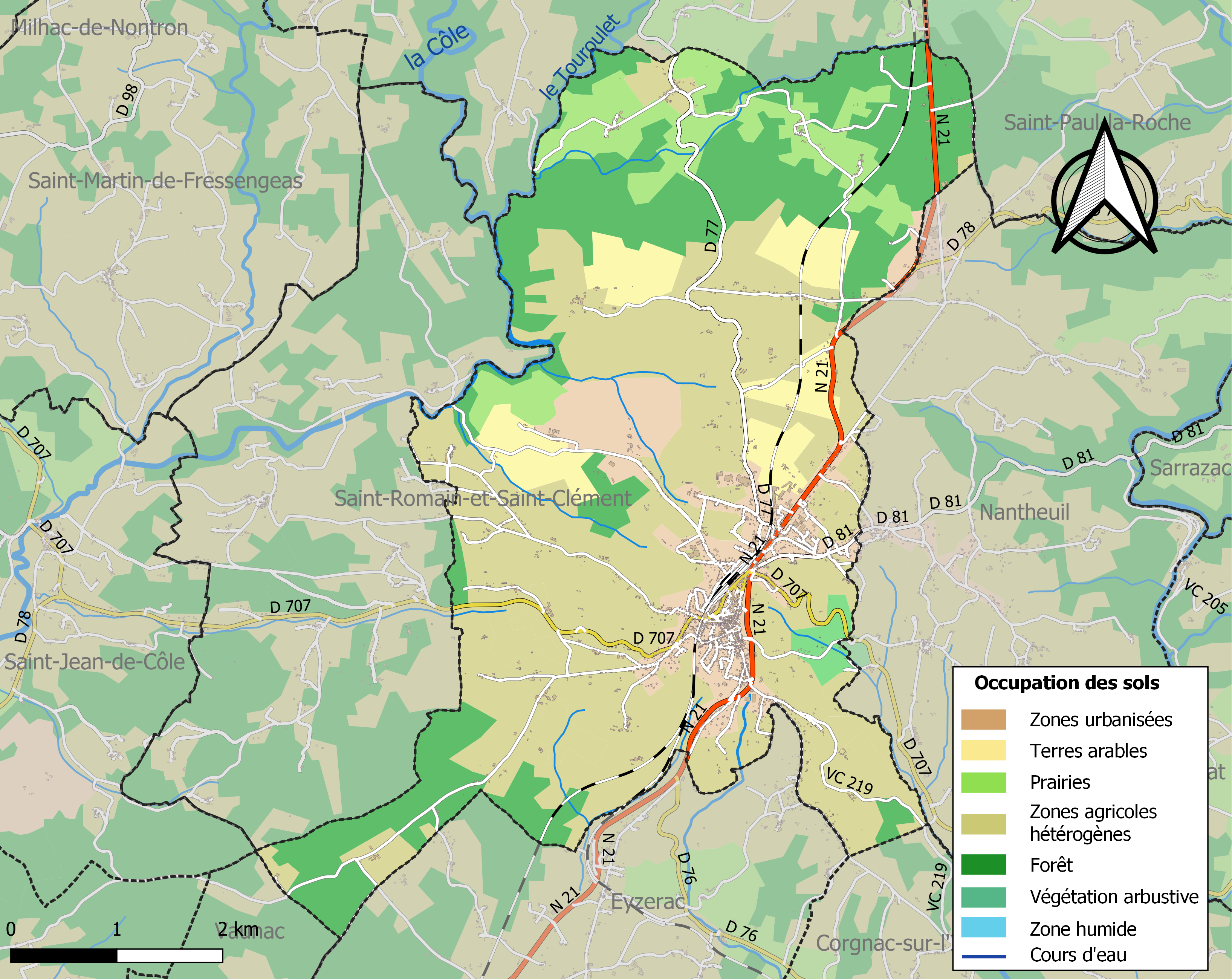

## Verkeer
In de gemeente ligt het spoorwegstation Thiviers.

## Demografie
Onderstaande figuur toont het verloop van het inwonertal (bron: INSEE-tellingen).

## Geschiedenis
Zijn relatieve welvaart dankt Thiviers aan zijn positie op een kruising van grote wegen en de spoorlijn.
Thiviers wordt vermeld als Tiverio in 1212 , Tiberio in 1365. De stad zou genoemd kunnen zijn naar Tiberius en dus van Romeinse oorsprong kunnen zijn, maar er is geen enkel archeologisch bewijs voor, al ligt de stad op de Romeinse weg van Vésone naar Limoges. Zeker is dat Thiviers in de 11e eeuw al een van de 32 ommuurde steden van Périgord was met het kasteel van Voucocourt op de rotswand boven het dal van de Isle. Andere vestingtorens versterkten de stadsmuren: Château Banceil (recent gerestaureerd) of lagen als voorposten om de stad (Filolie, les Limagnes en Razac. De stadsmuur lag waar nu de Rue des Recollets, de Rue Jules-Sarlandie en de Rue André-Gay liggen; in het noorden lag de Porte Pèze en bij Château de Banceil de Porte du Thou.
Die vestingwerken konden niet verhinderen dat Thiviers veel oorlogsgeweld over zich heen kreeg: in 1211 veroverd door Jan zonder Land, het jaar erna terugveroverd door de burggraaf van Limoges; van 1374 tot 1376 bezet door de Engelsen, die weer verjaagd zijn onder Karel VI van Frankrijk. Dan komen de godsdienstoorlogen: de calvinisten bezetten de stad in 1575, doden de stadswachten, slechten de muren, vernielen het kasteel en de kerk. De stad herbouwt muren, kerk en kasteel.
De kerk van Thiviers is gewijd aan Notre-Dame. Oorspronkelijk gebouwd in de 12e eeuw, is zij vernield en herbouwd in de 16e eeuw. Toen zijn de romaanse koepels boven het schip vervangen door een gewelfd plafond. De toren uit 1883 is niet echt in harmonie met de rest van de kerk. De romaanse kapitelen zijn echter behouden. Het mooiste kapiteel is dat van Christus tussen Petrus en Maria Magdalena. Twee kapitelen zijn opmerkelijk: mensenverslindende monsters die zodanig lijken op kapitelen van de kerk San Isidoro in León (Spanje), dat men ze toe moet schrijven aan rondtrekkende beeldhouwers op de pelgrimsroute naar Santiago de Compostella. Zijn ligging op de Sint-Jacobsroute is evident: een Sint-Jacobskruis bij het uitgaan van de stad, een locatie Les Jaquiers, een Clos Saint-Jacques waar een pelgrimsgasthuis stond. In de kerk bevindt zich ook een beeld van Sint-Rochus als pelgrim en enige andere 17e-eeuwse kunstzinnige heiligenbeelden.
Bezienswaardig is het park Theulier met zijn exotische planten, gelegen bij het gemeentehuis. Dit park, waar ook sportvelden in liggen, inspireerde Léonce Bourliaguet tot de roman Le Parc aux Prêles.
Thiviers was in 18e-19e eeuw bekend om zijn emailfabrieken. Vooral het blauwe email van Thiviers was beroemd.

## Afbeeldingen

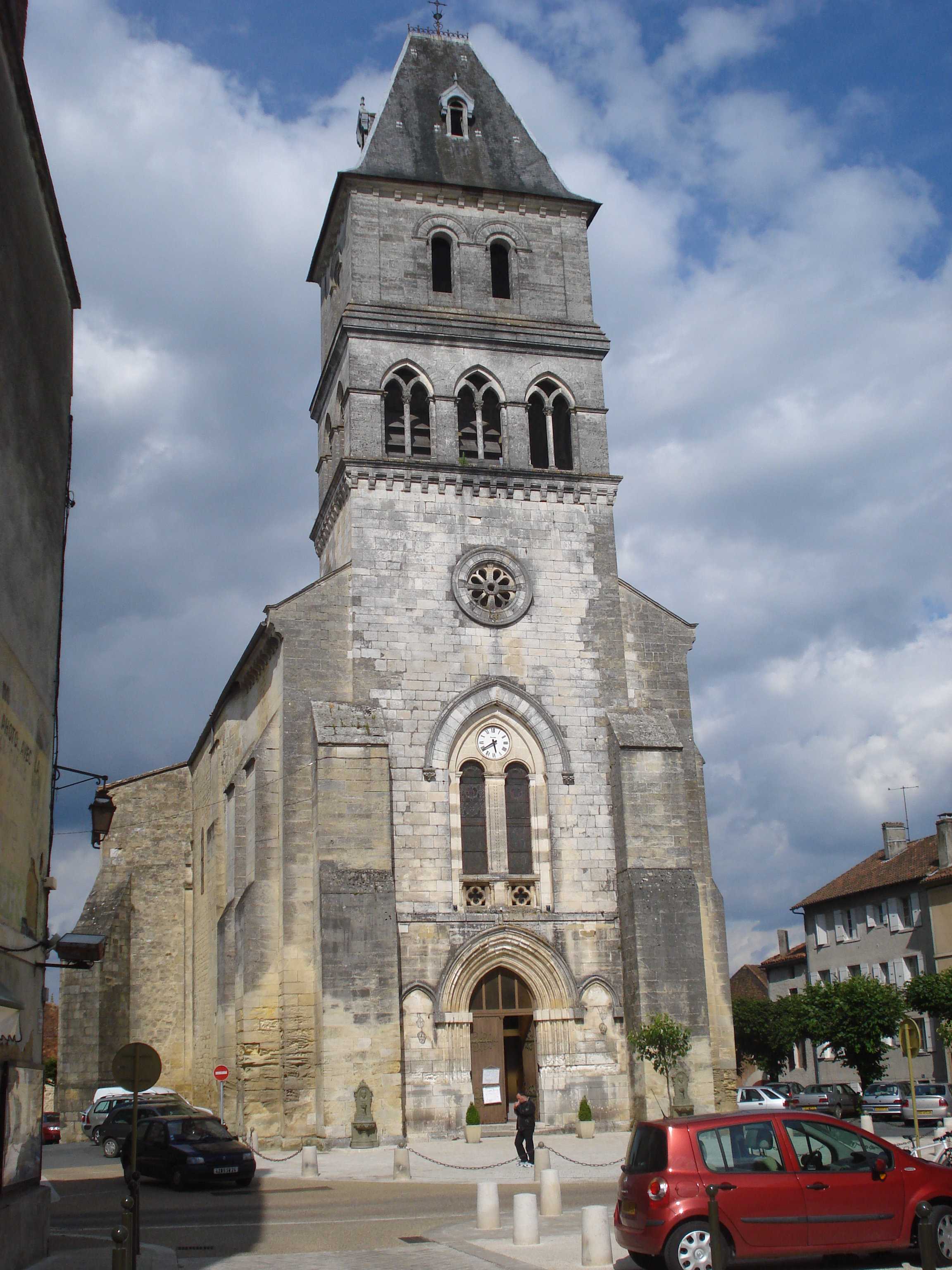
De kerk van Thiviers
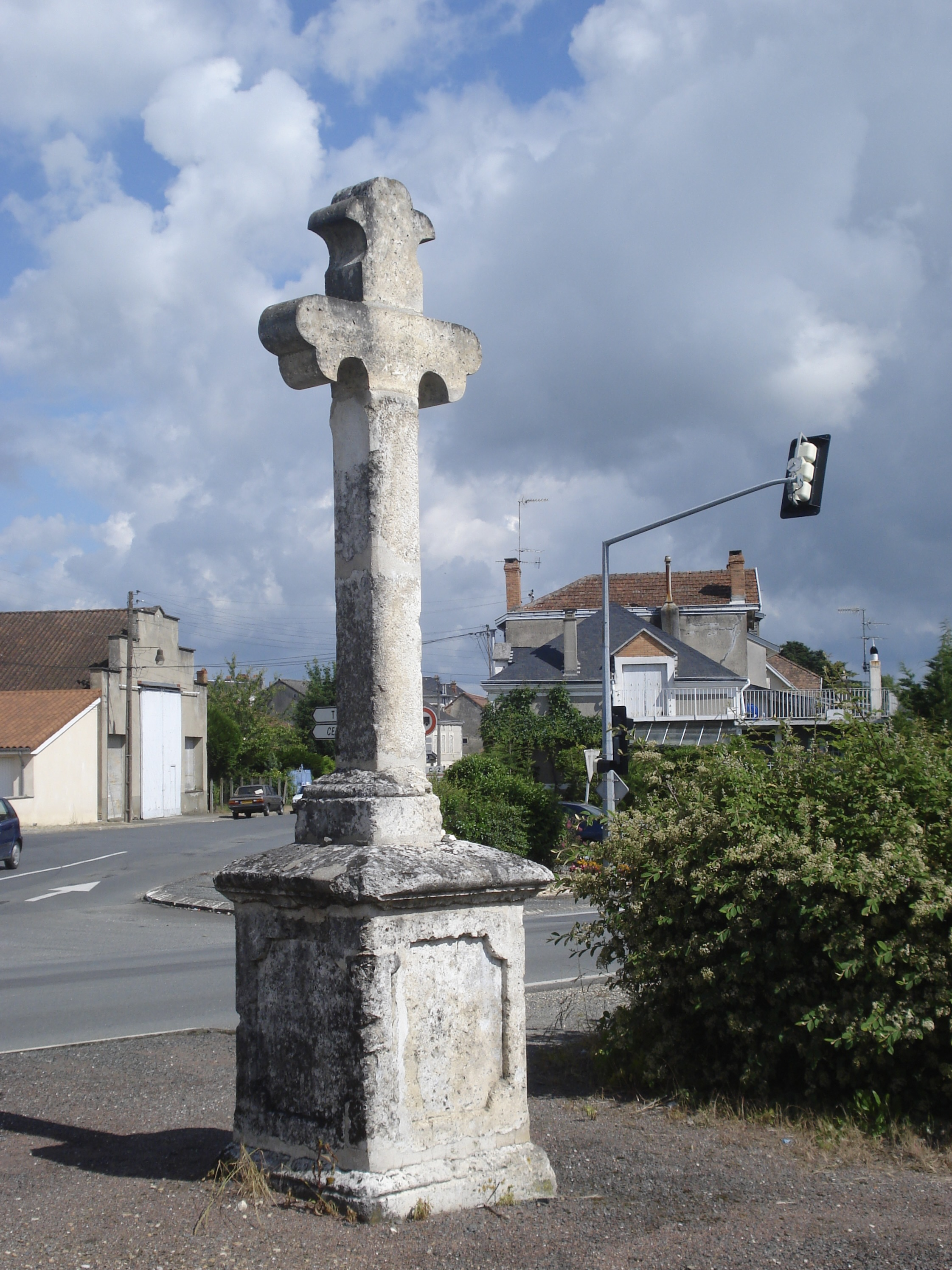
Het Sint-Jacobskruis in Thiviers